# Lemina Moma
Lemina Moma (Fderîck, 31 de dezembro de 1968) é a ministra da Agricultura da Mauritânia.

## Carreira
Lemina Mint El Kotob Ould Moma nasceu em 31 de dezembro de 1968 em Fderîck. Ela possui vários diplomas e bachareis em ciências, administração pública e gestão de pessoal de instituições na Mauritânia, Marrocos, Paris e Lyon. Ela é casada e tem quatro filhos.
Moma foi ministra de Assuntos Sociais, Crianças e Família em 2008 no governo de Yahya Ould Hademine.  Ela foi transferida para o cargo de Ministra da Agricultura em 2 de setembro de 2015 na reforma ministerial.  Actualmente, em 2019, ela permanece na posição.
Logo depois que Moma foi nomeada ministra da Agricultura, ela procurou desenvolver a agricultura no rio Senegal, buscando acelerar a implementação de projetos de gestão de recursos hídricos financiados pelo Banco Mundial.  Ela participou na 5ª conferência da conferência Afrimet de diretores dos Serviços Meteorológicos e Hidrológicos da África Ocidental em abril de 2016.  Também em 2016, a Moma realizou uma oficina com agricultores locais em Kiffa e comprometeu o seu ministério com a construção de represas e diques para preservar a água e fornecer culturas.
Moma foi presidente da 52ª sessão do Comité Permanente Interestadual para o Controle da Seca no Sahel em março de 2017. Ela afirmou que a organização ajudou a reduzir o impacto das crises alimentares nos últimos anos e estava ajudando no desenvolvimento e modernização, e disse também que os seus objetivos eram fortalecer a organização e combater as secas através dos seus programas de resiliência.  Moma reuniu-se com Ibrahim Adama Ahmed Dukhairy, Presidente da Organização Árabe para o Desenvolvimento Agrícola, em novembro de 2017 para revisar o Programa de Alimentos Árabes e a coleta de estatísticas na Mauritânia.